# Condado de Montgomery (Kentucky)
El condado de Montgomery (en inglés: Montgomery County), fundado en 1797, es uno de 120 condados del estado estadounidense de Kentucky. En el año 2006, el condado tenía una población de 24,887 habitantes y una densidad poblacional de 44 personas por km². La sede del condado es Mount Sterling.

## Geografía
Según la Oficina del Censo, el condado tiene un área total de 515 km² (198,8 mi²), de la cual 515 km² (198,8 mi²) es tierra y 0 km² (0 mi²) (0.0%) es agua.

### Condados adyacentes
- Condado de Bourbon (noroeste)
- Condado de Bath (noreste)
- Condado de Menifee (sureste)
- Condado de Powell (sur)
- Condado de Clark (oeste)

## Demografía
Según la Oficina del Censo en 2000, los ingresos medios por hogar en el condado eran de $31,746, y los ingresos medios por familia eran $36,939. Los hombres tenían unos ingresos medios de $31,428 frente a los $20,941 para las mujeres. La renta per cápita para el condado era de $16,701. Alrededor del 15.20% de la población estaban por debajo del umbral de pobreza.

## Localidades
- Camargo
- Jeffersonville
- Mount Sterling
- Judy